# Sacro Cuore di Gesù a Castro Pretorio (församling)
Sacro Cuore di Gesù a Castro Pretorio är en församling i Roms stift.
Till församlingen Sacro Cuore di Gesù a Castro Pretorio hör följande kyrkobyggnader:
- Sacro Cuore di Gesù a Castro Pretorio
- Santissimo Crocifisso alla Stazione Termini